# Rico Peter
Pour l’article homonyme, voir Peter.
Rico Peter, né le 13 septembre 1983 à Luthern, est un pilote suisse de bobsleigh.

## Palmarès

### Championnats monde
- : médaillé de bronze en bob à 4 aux championnats monde de 2016.

### Coupe du monde
- 12 podiums  : 
  - en bob à 2 : 2 victoires, 1 deuxième place et 1 troisième place.
  - en bob à 4 : 3 victoires, 2 deuxièmes places et 3 troisièmes places.

#### Détails des victoires en Coupe du monde
| Édition   | Bob à 2  | Bob à 4                          |
| 2014-2015 | Sotchi   |                                  |
| 2015-2016 | Whistler |                                  |
| 2016-2017 |          | Whistler Lake Placid Pyeongchang |